# Atalaya del Campo-Botardo
La Atalaya del Campo-Botardo es una torre óptica de época nazarí, situada en el término municipal de Huéscar, provincia de Granada (España). Su localización cartográfica en M.M.E., E. 1/50.000, esté en la hoja 951, cuadrícula 545-5464184-4185.

## Descripción
Se encuentra en la zona conocida como Botardo, al este del núcleo de Huéscar, junto a una pista forestal que llega hasta Puebla de Don Fadrique. Formaba parte del sistema defensivo fronterizo del reino nazarí, teniendo conexión visual con la atalaya de Sierra Encantada y con las de Orce.
Es de planta circular, construida en mampostería con argamasa, sobre una plataforma de piedra, con una disposición irregular de las piedras, que no forman hiladas. Es maciza en su cuerpo inferior, y está derruida parcialmente, quedando en pie solamente su cara norte. Aparentemente, su exterior estuvo enfoscado. En la parte superior, se dispone una habitación.